# 血を吸う粘土
『血を吸う粘土』（ちをすうねんど）は、日本のホラー映画。2017年8月19日、「第4回夏のホラー秘宝まつり2017」で公開され、のちに海外、日本主要都市でも拡大公開された。海外でのタイトルは『VAMPIRE CLAY』。

## 概要
特殊造形作家としておもに特殊メイクで数々の映画、ドラマ作品に関わってきた梅沢壮一が監督した初の長編映画。2017年8月19日、「第4回夏のホラー秘宝まつり2017」の1本として日本公開。同年9月には「第42回トロント国際映画祭」でミッドナイト・マッドネス部門のクロージング作品に選出された。
出演俳優では講談社『ミスiD 2017』受賞者4人（武田杏香、杉本桃花、藤田恵名、牧原ゆゆ）が主演することでも話題となり、同選考委員長の小林司も協力スタッフとしてクレジットされている。
主題歌は藤田恵名の『私だけがいない世界』。
2019年秋には続編である『血を吸う粘土～派生』が公開。

## ストーリー
山岡県（架空の県）の美術専門予備校。そこはかつて造形作家の工房だった場所をそのまま美術大学進学を目指す若者たちの予備校として活用されていた。
日高香織は東京から転入してきたが、彼女の実力を感じた他の生徒は東京と地方の格差を感じ、受験に向けた学習環境や講師に不満を抱き始める。
ある日、香織は倉庫にビニール袋で保管されていた水粘土の粉に水をかけて粘土に戻し、課題の制作に使ってしまう。その粘土は無残な死を迎えた彫刻家の激しい怨念がこもった悪魔の粘土カカメだった。生徒の指の切り傷から出た血液と合わさることにより怨念が復活。カカメは予備校生徒達を一人また一人と取り込み、生徒は次々と血を吸う粘土像となっていく。

## キャスト
日高香織
演 - 武田杏香
東京からやってきた美大志望の女性。夏の期間は都内の美大予備校に通っていたこともあり、造形スキルが高い。
望月愛子
演 - 杉本桃花
香織の良き友人でライバル。香織によると平面構成は全国レベル。もともとの実力は香織と同等だったが、いつの間にか差がついていると感じており、東京の環境に羨望のまなざしでいる。
谷レイ子
演 - 藤田恵名
美大志望の女性。他の生徒と比較するとやや年齢が高いこともあり、片づけなど講師の右腕としての役回りもしているが、芽が出ないのは環境のせいと内心不満を抱いている。2浪中。
立体構成の実力はあるのだが、どこかで見たことがある、持ち味のない作品と講師からの評価は低い。
青木由香
演 - 牧原ゆゆ
2年生の新入生。美術の勉強は始めたばかりであり、作品制作はけしてうまいとは言えないが、フレッシュさ、伸びしろがあることを講師から大きく評価される。おとなしい性格だが、影では喫煙するなど裏の顔も持つ。
山下寛治
演 - 篠田諒
美大志望の男性。大手予備校の環境にあこがれを抱く。愛子に弁当を作ってもらい交際しているが、裏では由香にも弁当を頼むなど二股をかけている。
三田塚実
演 - 奥瀬繁
売れない彫刻作家で「カカメ」の制作者。人付き合いが苦手なこともあり、ギャラリーと衝突。美術界では人里離れた所に住む要注意人物として警戒されていた。昼間は産業廃棄物処理の仕事をしたが、不法投棄された化学薬品が原因とされる奇病に冒される。作品を見出した伏見と契約し、東京進出を夢見るも、売り上げの多くが伏見の懐に入っており、最晩年は決裂。血を吐きながら粘土をこね、最後の作品「カカメ」を制作する。
伏見恭三
演 - 津田寛治
もともと彫刻作家であったが若いころに見切りをつけた実業家。三田塚のマネジメントを買って出たが、売り上げをごまかし傾いたレストラン経営の借金返済に充てていた。三田塚を看取った後、作品と三田塚の骨を溶かして粉粘土にした。「カカメ」が乾燥に弱いと知っており、粘土に取りつかれた人間を容赦なくバーナーで燃やす残忍さも持つ。
藍那ゆり
演 - 黒沢あすか
美術講師で予備校「アイナアカデミー」の経営者。元々の入居ビルが古びたため、町はずれの工房に教室を引っ越した。東京の美術大学に憧れる生徒たちを時に優しく、時に厳しく指導。環境に不満を述べる時間があるなら、1枚でも多くデッサンをしてほしいと戒める。
カカメ
演 - 河井樹

## スタッフ
- 監督・脚本・編集・粘土アニメーション：梅沢壮一
- プロデューサー：山口幸彦、西村喜廣、梅沢壮一
- 音楽：中川孝
- 特殊メイク・造形操演：山田陽
- 特殊メイク：中西桂子
- 特殊造形：亀山夏美
- VFX：岡野正広
- 助監督：冨田卓
- 制作：松本晋介
- 撮影：栗山進太郎
- 編集：梅沢壮一
- 配給・宣伝：ブラウニー
- 製作：キングレコード
- 制作プロダクション：ソイチウム
- 制作協力：西村映造

## 音楽
主題歌『私だけがいない世界』
作詞・作曲：藤田恵名、編曲：田淵ガー子、唄：藤田恵名（キングレコード「強めの心臓」収録）
ミュージック・ビデオは本作の梅沢壮一が監督した。
挿入歌『A Madist In The Mirror』
作詞・作曲：中川孝、唄：中本ルリコ
挿入歌『Wrath And Thirsty』
作詞：中川孝、AntonMark-Hichman、作曲：中川孝、唄：中本ルリコ
挿入歌『Out Of Control』
作詞・作曲：中川孝、唄：中本ルリコ

## 血を吸う粘土 派生
『血を吸う粘土 派生』（ちをすうねんど はせい）は、2019年10月11日公開の日本のホラー映画。『血を吸う粘土』の続編。前作同様、梅沢壮一が指揮を取り、ブラウニーが配給する。また前作の映像も前日譚として一部使用されている。前作で扱った美術が粘土造形だったのに対し、今作では絵画となっている。

## 出演（派生）
伏見果林
演 - 藤井愛稀　幼少時 - 深谷果鈴
前作で登場した伏見恭三の一人娘。平成11年5月16日生まれ。物語開始時には両親を失っており、佐奈田正、佐奈田まち子夫妻と
養子縁組を結んでいる。大学は記念に受験したものの金銭的理由で元から行く予定ではなかった。父ゆずりの美術的才能を持つ。
佐奈田ミズエ
演 - AMIKO
佐奈田夫妻の実の娘。果林とは義理の姉妹にあたる。果林の才能に嫉妬し強く当たる。美大に合格するが、やりたいことを見つけるため蹴り、後述する天の作品作りに参加。アーティストネームは「水a」。
KEI NAKAI
演 - 藍染カレン
本名は「ナカイケイ」。音楽を聴きながら筆を執り、乗ると踊りだす。
まなみ
演 - 正本レイラ
本名は「ユカワマナミ」。リップを気にするおしゃれ女子。
箕輪良子
演 - 美鈴
丸メガネをかけた若いアーティスト。骸骨など骨をモチーフにするが、怖がり。
AZMAゆい
演 - やね
苗字の読みは「アズマ」。毛先を染めた若いアーティスト。喫煙者。
さえ
演 - ろるらり
天の彼女で陶芸家。アシスタントとして6人の食事作りなど身の回りの世話をするが、作品制作に嫉妬し、天に自身の参加を打診するも断られる。やや自傷癖がある。
木多天
演 - 笠原紳司
読みは「きだ・そら」。稀代の若手絵画作家。六角形モチーフの絵に定評があるが、次作では安定した作品にアンバランスさを入れたいと6人の若手女性アーティストとのコラボを企画し集め、富山県・アトリエSORARTSで合宿のような形で作品制作を進める。
伏見恭三
演 - 津田寛治
前作で死んだ実業家。
藍那ゆり
演 - 黒沢あすか
トラウマに襲われ病院にいる女性。
カカメ
演 - 笹野鈴々音
- 葬儀屋：中川勝文
- 看護師1：戦慄かなの
- 看護師2：井上結芽
- 果林の母：深谷理恵
- 望月愛子：杉本桃花

## スタッフ（派生）
- 監督・脚本・編集：梅沢壮一
- 脚本協力：神山順
- プロデューサー：山口幸彦、梅沢壮一
- 助監督：奥村陽介
- 撮影：栗山進太朗、清水チカシ
- 照明：小舟統久
- 録音：根本飛鳥
- 美術：内藤愛
- 特殊造形：亀山夏美
- 特殊メイク：山田陽（造形操演も担当）、中西桂子
- VFX：岡野正広、水谷しゅん
- 音楽：中山孝、河野亜希子
- 絵画提供：佐々木記貴、田渡菜月
- 製作：キングレコード
- 制作プロダクション：ソイチウム

## 音楽（派生）
挿入歌『Wrath And Thirsty』
作詞：中川孝、AntonMark-Hichman、作曲：中川孝、唄：中本ルリコ